# Ruohikkosaari (ö i Södra Karelen)
Ruohikkosaari är en ö i Finland. Den ligger i sjön Korpijärvi och i kommunen Parikkala i den ekonomiska regionen  Imatra ekonomiska region  och landskapet Södra Karelen, i den sydöstra delen av landet, 300 km nordost om huvudstaden Helsingfors. Öns area är 0,4 hektar och dess största längd är 110 meter i öst-västlig riktning.